# Mario Fargetta
Mario Fargetta, noto anche con lo pseudonimo di Get Far (Lissone, 19 luglio 1962), è un disc jockey, produttore discografico e regista radiofonico italiano, specializzato in musica house e dance.

## Biografia
Comincia a fare il disc jockey durante la prima adolescenza. A 14 anni, in seguito alla scomparsa del padre, prosegue gli studi informatici e svolge il mestiere di tappezziere. Dopo aver vinto un concorso per DJ nel 1980, lavora per un breve periodo nella radio Super Antenna di Monza alternandosi anche con la carriera calcistica; nel 1987 (stagione sportiva 1986-1987) rinuncia alla maglia di calciatore dilettante ("Mariolino" è stato per cinque stagioni il capocannoniere dell'A.C. Besana dalla Terza alla Prima Categoria) per lavorare a Radio Deejay grazie alla proposta dell'amico Linus.
Dal 1988 si occupa del mixaggio musicale delle due trasmissioni di Albertino, il Deejay Time e la Deejay Parade: i due programmi radiofonici di punta degli anni novanta, ispirati ai quali verranno realizzate, sempre grazie alla collaborazione tra i due, svariate compilation, delle quali, Mario, si è occupato della miscelazione delle tracce, avvalendosi anche in questi casi della stessa tecnologia utilizzata nelle trasmissioni, come ad esempio jingles personalizzati; dai primi anni di questo decennio si esibisce alla consolle di Deejay anche nei programmi Mixing 4 You (gli ascoltatori sceglievano una sequenza di canzoni mixate, appunto, da Fargetta), e The Original Megamix, in cui dal 1991 al 2002, il sabato notte, si è alternato ai piatti col DJ Molella, ottenendo pure in questo caso molti fan dal pubblico amante della dance.
Produce il suo primo disco con Max Persona negli studi della Media Records nel 1992: The Music is Movin. Seguirà il singolo cantato da Ann Marie Smith, Music, fortunata cover di un vecchio classico di John Miles datato 1976. I due brani entreranno nelle classifiche da club inglesi. Tra gli altri successi nelle classifiche dance italiane: Your Love (1993), This Time (1994), Midnight (1995).
Sul finire del 1997 si ritrova con Albertino al programma televisivo Volevo Salutare. L'estate successiva partecipa a Italia Unz su Italia Uno e con Alex Farolfi al gruppo The Tamperer feat. Maya, che raggiunge il primo posto della classifica di vendita britannica con Feel It, brano basato sul campionamento di un classico dei Jackson 5 (Can You Feel It). Subito dopo il follow-up If You Buy This Record (numero 3 UK Chart), il cui intro trae ispirazione da Material Girl di Madonna. Nel frattempo remixa e arrangia i brani di Gayà, Simone Jay e T42 feat. Sharp.
Dal 2001 produce alcune canzoni house-dance come I will rise again (2001), Good Times (2002) e People On The Beat (2003). Dal 2003 diventa proprietario di tre etichette dance: la Hands Up, la My Life e la Whim. Con lo pseudonimo di "Get Far" realizza remix di brani di altri artisti, e nel 2006 pubblica il brano Shining Star, cantato da Sagi Rei. Il brano sarà uno dei più ballati nelle discoteche di tutto il mondo, e nell'estate del 2007 viene realizzato un ulteriore remix, con videoclip, che ne rinnova il successo, permettendogli d'entrare sia nella lista di Billboard dei singoli più venduti che nella BBC 1 Chart. Sempre nel 2007, ha inciso in collaborazione con i Montecarlo Five il singolo No Matter, interpretato dal cantante siciliano Mario Biondi.
Nella primavera del 2008, nuovamente in collaborazione con Sagi Rei, realizza un nuovo singolo, All I Need. Nel giugno 2009, presenta il suo nuovo singolo, The Radio, brano che prende spunto dalla canzone Il giocatore di biliardo (1998) di Angelo Branduardi. Nell'agosto 2010 la canzone arriva in cima alla dance chart americana Hot-Dance Airplay. Dal settembre 2010 non lavora più a Radio Deejay perché troppo impegnato con il suo gruppo "Get Far". A novembre 2010 esce il singolo Free lavorato negli studio di Paolo Sandrini. Nel 2011, a fine primavera, è uscito il suo ultimo singolo, The Champions of the World.
Ha partecipato come ospite a Sanremo 2012, dirigendo nella 4ª serata l'esecuzione del brano partecipante al concorso Respirare, cantato da Loredana Bertè e Gigi D'Alessio, che nell'occasione è stato eseguito in versione dance, grazie all'arrangiamento di Fargetta. Nel 2013 torna in veste di produttore fondando la casa discografica Get Over Records. Il 20 giugno viene pubblicato il singolo delle Lollipop da lui prodotto Ciao (Reload), con cui la girlband torna sulle scene musicali dopo 9 anni dal loro scioglimento. Dal dicembre 2015 torna a Radio Deejay come regista del programma Albertino Everyday e dal gennaio 2016 della storica classifica dance della radio, la Deejay Parade.
Dal 1º aprile 2019 approda insieme ad Albertino e a tutta la squadra di Albertino Everyday nella Radio m2o, dove oltre a curare la regia dei programmi di Albertino, si occupa insieme a Molella e Prezioso dello spin off serale del Deejay Time, ossia il Deejay Time In The Mix.

### Vita privata
È stato sposato dal 2006 con la conduttrice televisiva Federica Panicucci, dalla quale ha avuto due figli. A dicembre 2015, l'avvocato della Panicucci, Giulia Bongiorno, ha annunciato la separazione della coppia.

## Discografia parziale
- 1992: The Music Is Movin'
- 1992: Music (con Ann Marie Smith)
- 1993: Your Love
- 1994: This Time (Sexy Night)
- 1995: Midnight
- 1996: The Beat Of Green (May-Day, May-Day)
- 1997: Mr. Movin'
- 2001: I Will Rise Again (con Sara)
- 2002: Good Times (con Smooth)
- 2002: I'm Leaving You (con Little D.)
- 2003: Cantare Sognare (con Jo Ann)
- 2003: People On The Beat (con Sagi Reitan)
- 2004: Play This Song
- 2005: I Don't Know Why (con Sagi Reitan)
- 2007: No Matter (con Mario Biondi e Montecarlo Five)

### Come The Tamperer Feat. Maya
- 1998: Feel It
- 1998: If You Buy This Record (Your Life Will Be Better)
- 1999: Step Out
- 1999: Hammer To The Heart

### Come Get Far
- 2006: Shining Star (featuring Sagi Rei)
- 2006: Music Turns Me On (featuring Lake Koast)
- 2008: All I Need  (feat. Sagi Rei)
- 2009: The Radio (feat. H.Boogie)
- 2010: Hard To Love
- 2010: Free
- 2011: The Champions of the World
- 2011: In the Shadow (featuring Dab)
- 2011: L.A. (featuring Dab)
- 2011: This Is How To Feels (vs Jill Jones)
- 2012: Survive (featuring Ivana Lola)
- 2013: If I Ever
- 2013: Let's Play
- 2014: Out Of Control
- 2017: Sign It Loud (feat. Sagi Rei)